# Ямагуті Сатосі (футболіст, 1978)
Сатосі Ямагуті (яп. 山口智, нар. 17 квітня 1978, Коті) — японський футболіст, що грав на позиції захисника.
Виступав за клуби «ДЖЕФ Юнайтед» «Гамба Осака» та «Кіото Санга», а також національну збірну Японії.

## Клубна кар'єра
Народився 17 квітня 1978 року в місті Коті. Вихованець футбольної школи клубу «ДЖЕФ Юнайтед». Дорослу футбольну кар'єру розпочав 1996 року в основній команді того ж клубу, в якій провів п'ять сезонів, взявши участь у 128 матчах чемпіонату.
Своєю грою за цю команду привернув увагу представників тренерського штабу клубу «Гамба Осака», до складу якого приєднався на початку 2001 року. Відіграв за команду з Осаки наступні одинадцять сезонів своєї ігрової кар'єри. Більшість часу, проведеного у складі «Гамби», був основним гравцем захисту команди і виграв за цей час усі чотири основні японські клубні турніри — чемпіонат, кубок Імператора, кубок ліги та Суперкубок Японії.
Протягом 2012—2014 років знову захищав кольори команди клубу «ДЖЕФ Юнайтед».
Завершив професійну ігрову кар'єру у клубі «Кіото Санга», за команду якого виступав протягом сезону 2015 року。

## Виступи за збірну
27 травня 2009 року дебютував в офіційних матчах у складі національної збірної Японії в товариській грі проти збірної Чилі. Всього того року зіграв за збірну два матчі, після чого до її лав більше не залучався. Також брав участь у чемпіонаті світу серед молодіжних команд 1997 року.

## Статистика
| Чемпіонат | Чемпіонат      | Чемпіонат   | Ліга | Ліга | Кубок            | Кубок            | Кубок ліги      | Кубок ліги      | Континент. змаг. | Континент. змаг. | Всього | Всього |
| Сезон     | Клуб           | Ліга        | Ігри | Голи | Ігри             | Голи             | Ігри            | Голи            | Ігри             | Голи             | Ігри   | Голи   |
| Японія    | Японія         | Японія      | Ліга | Ліга | Кубок Імператора | Кубок Імператора | Кубок Джей-ліги | Кубок Джей-ліги | Азія             | Азія             | Всього | Всього |
| --------- | -------------- | ----------- | ---- | ---- | ---------------- | ---------------- | --------------- | --------------- | ---------------- | ---------------- | ------ | ------ |
| 1996      | «ДЖЕФ Юнайтед» | Джей-ліга   | 12   | 0    | 1                | 0                | 2               | 0               | -                | -                | 15     | 0      |
| 1997      | «ДЖЕФ Юнайтед» | Джей-ліга   | 28   | 2    | 1                | 1                | 8               | 0               | -                | -                | 37     | 3      |
| 1998      | «ДЖЕФ Юнайтед» | Джей-ліга   | 30   | 1    | 1                | 0                | 6               | 1               | -                | -                | 37     | 2      |
| 1999      | «ДЖЕФ Юнайтед» | Джей-ліга   | 29   | 0    | 1                | 0                | 0               | 0               | -                | -                | 30     | 0      |
| 2000      | «ДЖЕФ Юнайтед» | Джей-ліга   | 29   | 2    | 3                | 0                | 3               | 0               | -                | -                | 35     | 2      |
| 2001      | «Гамба Осака»  | Джей-ліга   | 22   | 2    | 3                | 0                | 3               | 0               | -                | -                | 28     | 2      |
| 2002      | «Гамба Осака»  | Джей-ліга   | 29   | 2    | 2                | 0                | 8               | 1               | -                | -                | 39     | 3      |
| 2003      | «Гамба Осака»  | Джей-ліга   | 29   | 2    | 2                | 1                | 6               | 1               | -                | -                | 37     | 4      |
| 2004      | «Гамба Осака»  | Джей-ліга   | 27   | 5    | 3                | 1                | 7               | 1               | -                | -                | 37     | 7      |
| 2005      | «Гамба Осака»  | Джей-ліга   | 33   | 3    | 3                | 1                | 9               | 0               | -                | -                | 45     | 4      |
| 2006      | «Гамба Осака»  | Джей-ліга   | 32   | 6    | 5                | 0                | 2               | 0               | 6                | 2                | 45     | 8      |
| 2007      | «Гамба Осака»  | Джей-ліга   | 33   | 3    | 4                | 0                | 11              | 2               | -                | -                | 48     | 5      |
| 2008      | «Гамба Осака»  | Джей-ліга   | 34   | 5    | 5                | 2                | 3               | 0               | 12               | 3                | 53     | 10     |
| 2009      | «Гамба Осака»  | Джей-ліга   | 33   | 2    | 6                | 0                | 2               | 0               | 6                | 1                | 47     | 3      |
| 2010      | «Гамба Осака»  | Джей-ліга   | 18   | 0    | 5                | 0                | 2               | 0               | 3                | 0                | 28     | 0      |
| 2011      | «Гамба Осака»  | Джей-ліга   | 30   | 2    | 2                | 0                | 0               | 0               | 5                | 0                | 37     | 2      |
| 2012      | «ДЖЕФ Юнайтед» | Джей-ліга 2 | 37   | 5    | 2                | 0                | -               | -               | 2                | 0                | 41     | 5      |
| 2013      | «ДЖЕФ Юнайтед» | Джей-ліга 2 | 41   | 6    | 1                | 0                | -               | -               | 1                | 1                | 43     | 7      |
| 2014      | «ДЖЕФ Юнайтед» | Джей-ліга 2 | 38   | 2    | 2                | 0                | -               | -               | 1                | 0                | 41     | 2      |
| 2015      | «Кіото Санга»  | Джей-ліга 2 | 17   | 0    | 1                | 0                | -               | -               | -                | -                | 18     | 0      |

## Титули і досягнення
- Чемпіон Японії (1):

«Ґамба Осака»: 2005
- Володар Кубка Джей-ліги (1):

«Ґамба Осака»: 2007
- Володар Суперкубка Японії (1):

«Ґамба Осака»: 2007
- Володар Кубка Імператора Японії (2):

«Ґамба Осака»: 2008, 2009
- Переможець Ліги чемпіонів АФК (1):

«Ґамба Осака»: 2008
- Переможець Пантихоокеанського чемпіонату (1):

«Ґамба Осака»: 2008